# Gare de Saint-Étienne-de-Montluc
Pour les articles homonymes, voir Gare de Saint-Étienne.
La gare de Saint-Étienne-de-Montluc est une gare ferroviaire française de la ligne de Tours à Saint-Nazaire, située sur le territoire de la commune de Saint-Étienne-de-Montluc, dans le département de la Loire-Atlantique, en région Pays de la Loire.
Elle est mise en service en 1857, par la Compagnie du chemin de fer de Paris à Orléans (PO). C'est aujourd'hui une gare de la Société nationale des chemins de fer français (SNCF), desservie par des trains régionaux du réseau TER Pays de la Loire et par des trains de fret.

## Situation ferroviaire
Établie à 15 mètres d'altitude, la gare de Saint-Étienne-de-Montluc est située au point kilométrique (PK) 453,500 de la ligne de Tours à Saint-Nazaire, entre les gares de Couëron et de Cordemais.

## Histoire
Mise en service le 10 août 1857 par la Compagnie du chemin de fer de Paris à Orléans (PO), avec la section de Nantes à Saint-Nazaire, il s'agit d'une station de troisième classe ayant nécessité 65 600 francs pour l'ensemble de ses installations, qui comprenaient un bâtiment voyageurs (appelé débarcadère), ainsi que les aménagements de la gare marchandises (bâtiment et quais) et une petite remise à locomotives.
À partir de 2014, le bâtiment voyageurs (hall, salle d'attente, guichet) est rénové, pour un montant alors estimé à 1 253 108 euros ; ces travaux concernent aussi les quais (abris et accessibilité aux personnes à mobilité réduite), pour un montant de 343 107 euros.
| Estimation de la fréquentation de la gare selon la SNCF | Estimation de la fréquentation de la gare selon la SNCF | Estimation de la fréquentation de la gare selon la SNCF | Estimation de la fréquentation de la gare selon la SNCF | Estimation de la fréquentation de la gare selon la SNCF | Estimation de la fréquentation de la gare selon la SNCF |
| Année                                                   | 2015                                                    | 2016                                                    | 2017                                                    | 2018                                                    | 2019                                                    |
| ------------------------------------------------------- | ------------------------------------------------------- | ------------------------------------------------------- | ------------------------------------------------------- | ------------------------------------------------------- | ------------------------------------------------------- |
| Nombre de voyageurs                                     | 97 388                                                  | 97 082                                                  | 86 526                                                  | 83 765                                                  | 105 555                                                 |
| Année                                                   | 2020                                                    | 2021                                                    | 2022                                                    | 2023                                                    |                                                         |
| Nombre de voyageurs                                     | 71 554                                                  | 93 075                                                  | 134 310                                                 | 164 786                                                 |                                                         |

Enregistrant une fréquentation annuelle de 164 786 voyageurs, la gare de Saint-Étienne-de-Montluc affirme son rôle structurant au sein du réseau ferroviaire de Loire-Atlantique, où elle se hisse au 17ᵉ rang des gares les plus empruntées du département.

## Service des voyageurs

### Accueil
La gare de Saint-Étienne-de-Montluc, exploitée par la SNCF, dispose d’un automate permettant l’achat de titres de transport pour les trains TER Pays de la Loire. L’accès aux quais s’effectue par un passage souterrain reliant les différentes voies.
Un service de location de vélos à assistance électrique, proposé par Cy-Cool, est disponible directement dans le hall de la gare [réf. nécessaire].[réf. nécessaire].

### Desserte
La gare est desservie par les trains régionaux TER Pays de la Loire circulant entre Nantes et Savenay. Certains de ces trains sont prolongés ou amorcés, notamment en fin de semaine, vers des destinations plus éloignées telles que Saint-Nazaire, Le Croisic, Redon ou Quimper. La desserte comprend à la fois des trains omnibus et des liaisons semi-directes entre Nantes, Redon et la côte atlantique.

### Intermodalité
La gare de Saint-Étienne-de-Montluc dispose de deux parkings pour véhicules ainsi que d’un parc à vélos en libre accès. Un box sécurisé pour les vélos, accessible sur inscription gratuite via badge, est également disponible.
Actuellement, la ligne régulière 350 du réseau Aléop dessert un arrêt situé à environ 100 mètres de la gare, au niveau de la mairie, permettant des liaisons vers Nantes, Cordemais, Bouée, Malville et Savenay. Dans le cadre du futur réaménagement du pôle gare, ces lignes seront relocalisées directement sur le parvis de la gare, facilitant ainsi les correspondances entre train et autocar.

Une aire de covoiturage (parking Paul-Mercier) est située à environ 300 mètres, et une station de taxis est accessible en face du bâtiment voyageurs, côté nord.

Installations de la gare
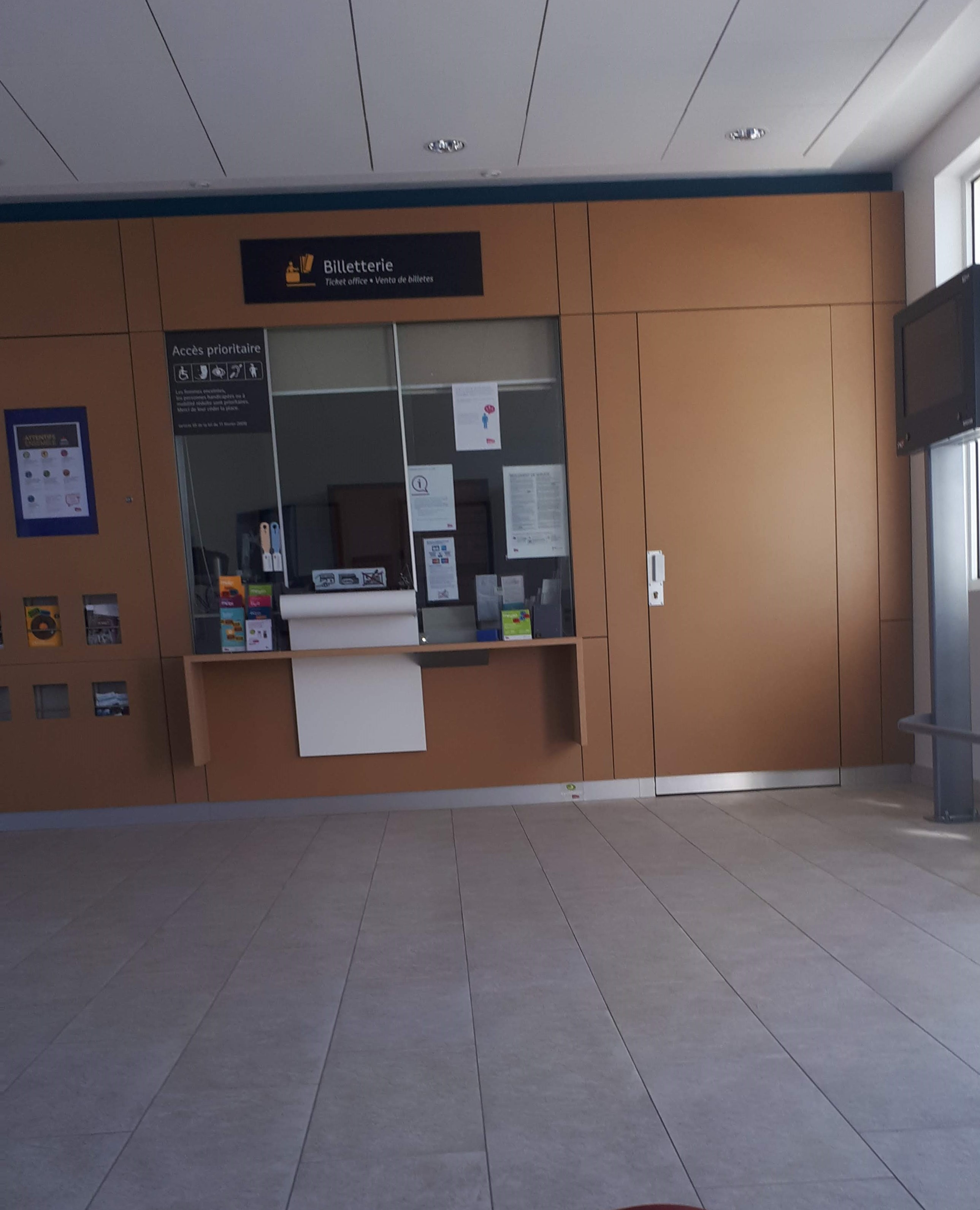
Guichet.
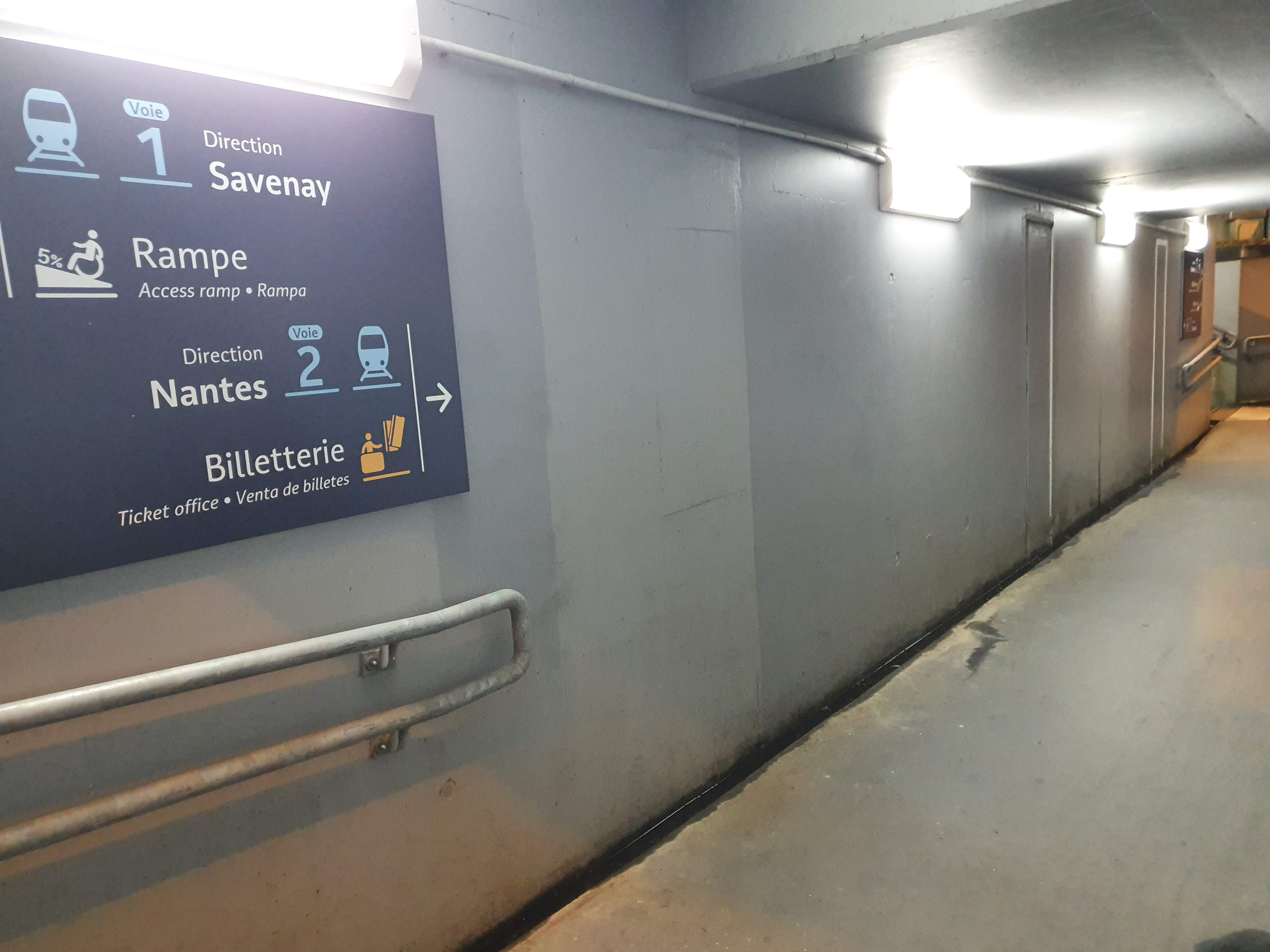
Entrée du souterrain.
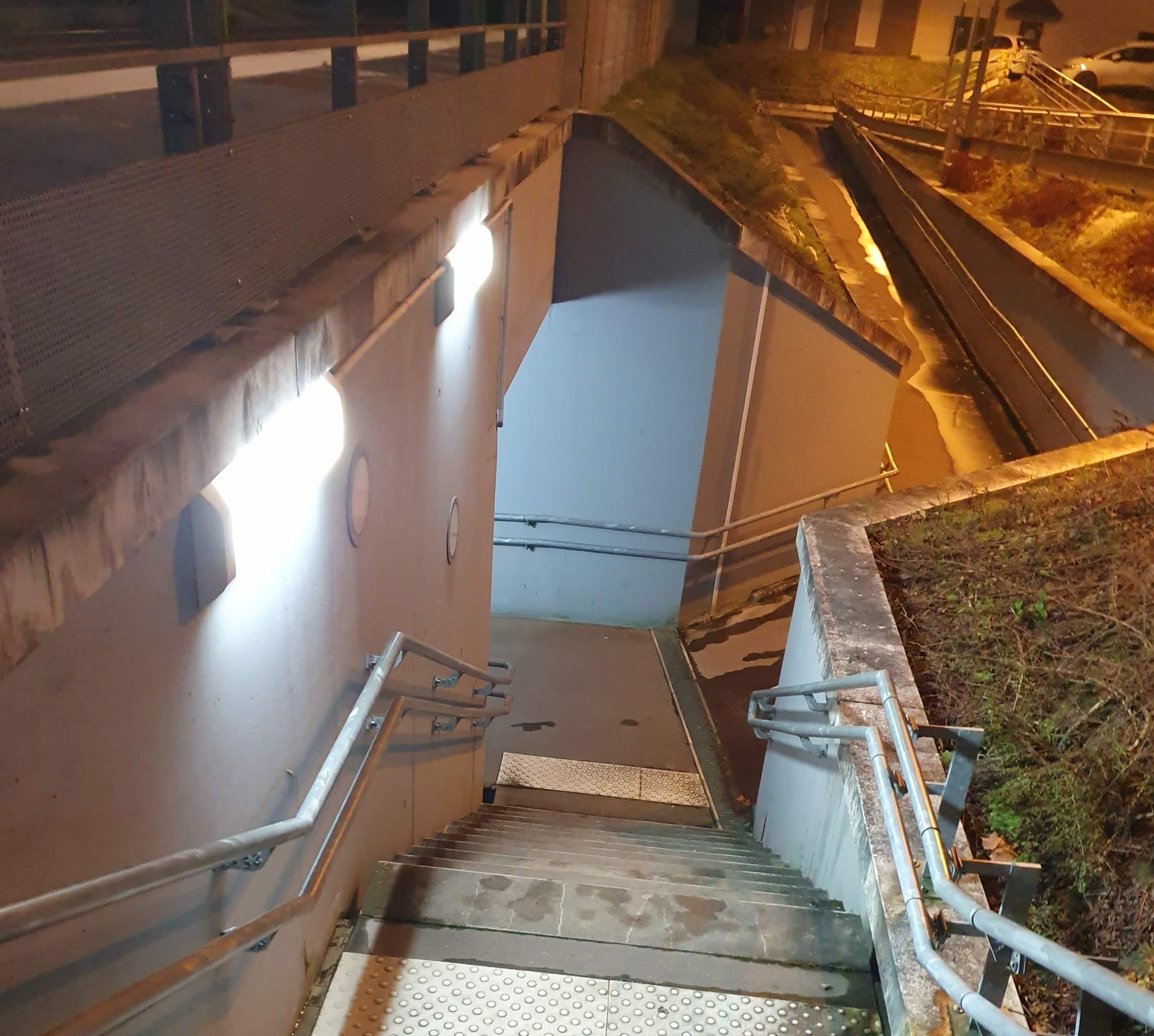
Entrée et marches du souterrain côté sud.
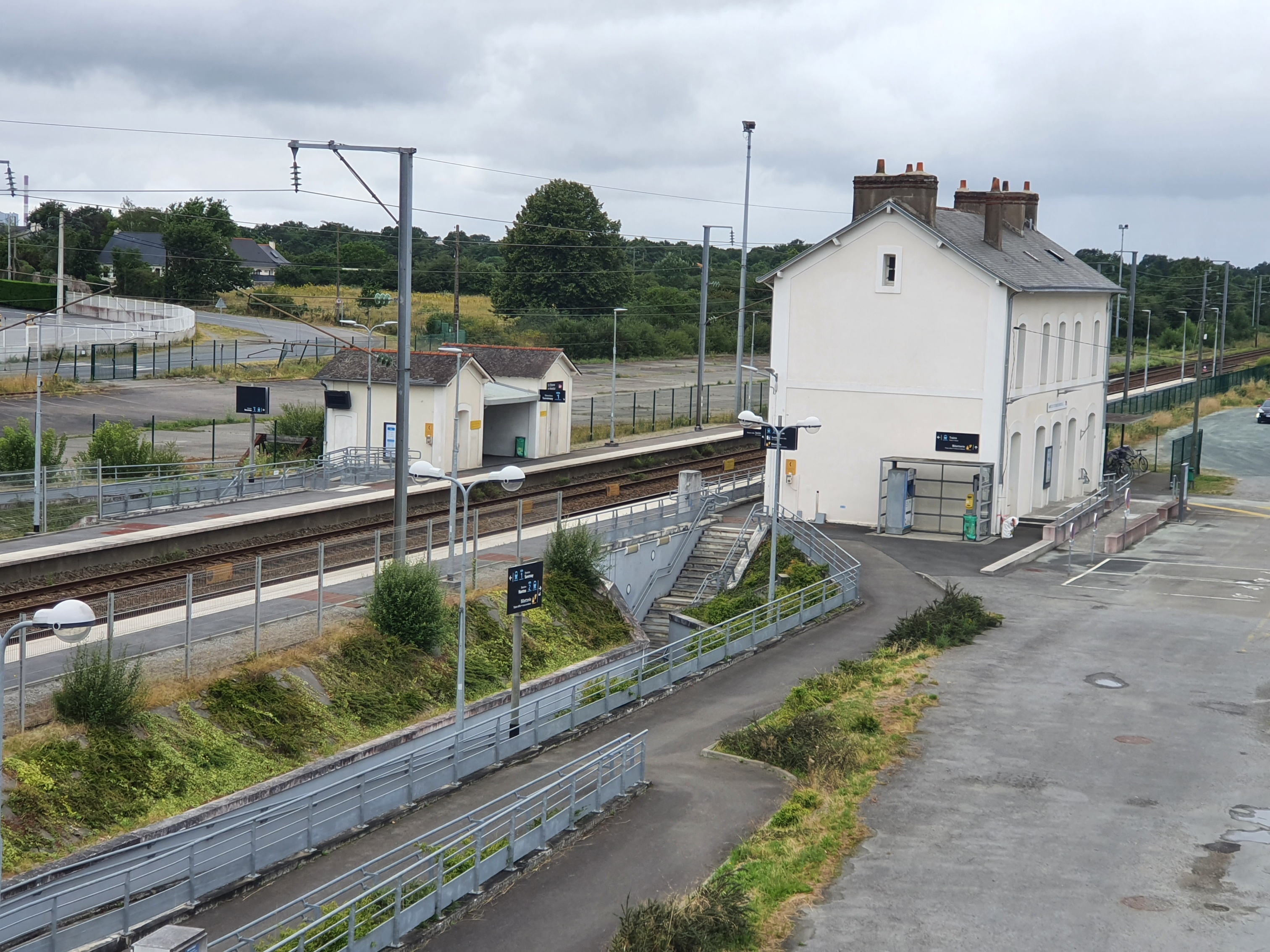
La gare vue côté nord.

### Commerces
Dans le cadre du programme national de valorisation des gares porté par SNCF Gares & Connexions, un appel d’offres a été lancé via la plateforme PlaceDeLaGare pour la location et l’exploitation de surfaces commerciales au sein de la gare de Saint-Étienne-de-Montluc. Cette initiative, soutenue en partenariat avec les collectivités locales, s’inscrit dans une stratégie globale de redynamisation des pôles d’échanges multimodaux en zone périurbaine. Clôturé au printemps 2025, l’appel d’offres a suscité plusieurs candidatures de porteurs de projets locaux et régionaux. La phase de sélection est actuellement en cours, en vue de l’installation progressive de commerces de proximité, destinés à renforcer l’attractivité du site et à améliorer les services aux voyageurs.

## Service des marchandises
La gare est également ouverte au service du fret ; elle possède des voies de service. En outre, elle dessert l'installation terminale embranchée de SCAOuest.

## Projet de réaménagement
Depuis 2012, un ambitieux projet de réaménagement du secteur de la gare de Saint-Étienne-de-Montluc est porté par la commune, la communauté de communes Estuaire et Sillon, ainsi que le pôle métropolitain Nantes – Saint-Nazaire. Ce projet vise à transformer le quartier en un véritable pôle de centralité, alliant habitat, services et mobilités durables. Il prévoit la création d’environ 300 logements, l’amélioration de l’intermodalité (liaisons douces, stationnements, transports en commun), ainsi que l’implantation de commerces de proximité et d’un pôle médical.
En septembre 2018, la société publique Bâti-Aménagement a été désignée pour conduire l’opération. Une concertation publique s’est tenue en avril 2019, suivie d’une réunion publique finale au premier trimestre 2020.
En 2025, le Plan Local d’Urbanisme intercommunal (PLUi) est en cours d’adoption, condition préalable au démarrage des travaux prévu pour l’année 2026.